# Edwin Denby

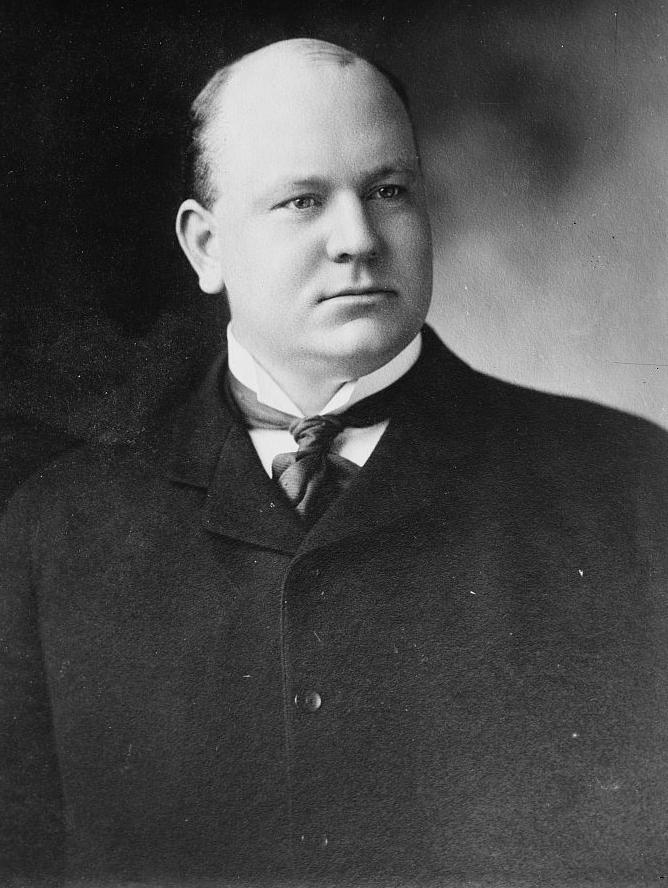
Edwin Denby

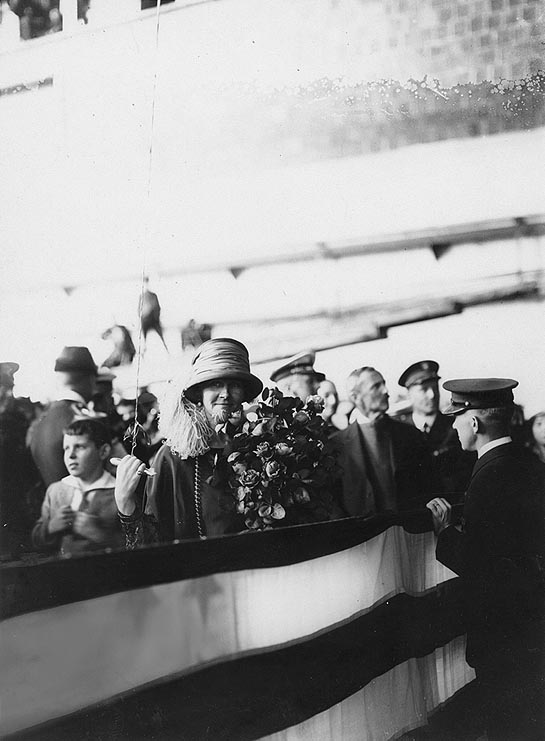
Denbys Ehefrau als Taufpatin beim Stapellauf der USS Shenandoah am 10. Dezember 1923

Edwin Denby (* 18. Februar 1870 in Evansville, Indiana; † 8. Februar 1929 in Detroit, Michigan) war ein US-amerikanischer Jurist und Politiker (Republikanische Partei), der sowohl Abgeordneter im Repräsentantenhaus der Vereinigten Staaten als auch US-Marineminister war.

## Biografie
Denby war der Enkelsohn von Graham N. Fitch, der ebenfalls Abgeordneter im Repräsentantenhaus sowie US-Senator für Indiana war. Nach dem Besuch öffentlicher Schulen folgte er seinem Vater Charles Harvey Denby 1885 ins Kaiserreich China, wo dieser als Gesandter der USA tätig war. Denby selbst war von 1887 bis 1894 Mitarbeiter der Zollbehörde der Kaiserlichen Chinesischen Marine. Nach seiner Rückkehr in die USA 1894 studierte er die Rechtswissenschaften an der University of Michigan und schloss dieses Studium 1896 ab. Nach seiner Zulassung zum Rechtsanwalt im Bundesstaat Michigan 1896 ließ er sich als Jurist in Detroit nieder.
Während des Spanisch-Amerikanischen Krieges von 1898 leistete er seinen Militärdienst in der US Navy als Gunner's Mate 3rd Class (Geschützmaat 3. Klasse) auf dem Hilfskreuzer USS Yosemite.
Seine politische Laufbahn begann er 1903 mit der Wahl zum Mitglied ins Repräsentantenhaus von Indiana. Danach wurde er als Kandidat der Republikaner zum Mitglied im US-Repräsentantenhaus für Michigan gewählt und vertrat dort nach weiteren Wiederwahlen vom 4. März 1905 bis zum 3. März 1911 den 1. Kongresswahlbezirk des Bundesstaates. Nachdem 1910 seine erneute Kandidatur für den 66. Kongress der Vereinigten Staaten gescheitert war, nahm er seine anwaltliche Tätigkeit in Detroit wieder auf und war daneben auch im Bankgewerbe und anderen Unternehmen tätig. Zwischen 1913 und 1914 war er Präsident der Urkundenkommission (Charter Commission) und dann von 1916 bis 1917 Präsident der Handelsbehörde von Detroit (Board of Commerce).

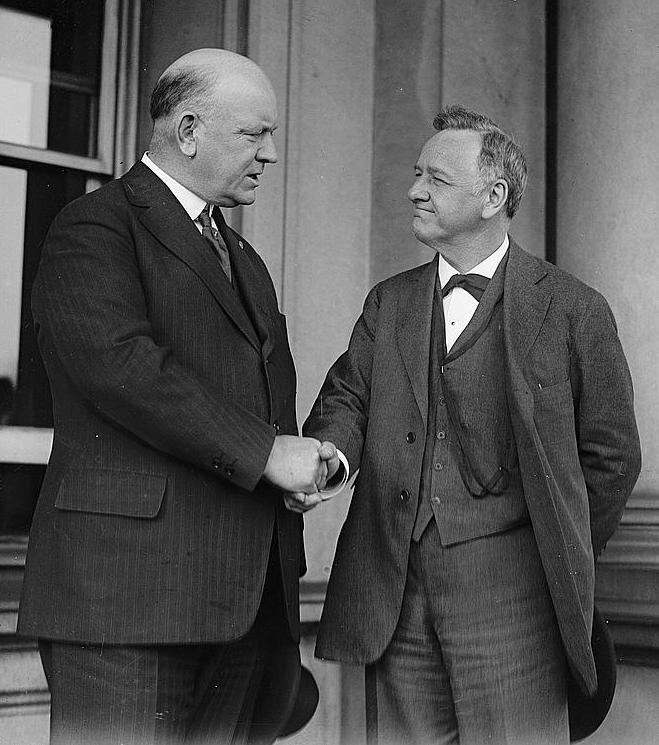
Denby (links) mit seinem Amtsvorgänger als Marineminister, Josephus Daniels, am 4. März 1921

1917 trat er nach dem Eintritt der USA in den Ersten Weltkrieg als Gefreiter (Private) in das US Marine Corps (USMC) ein und schied nach dem Krieg 1919 als Major aus dem Militärdienst aus. Danach wurde er Leiter der Bewährungsabteilung des Recorder's Court, einem Sondergericht für einfachere Straffälle in Detroit sowie 1920 des Bezirksgerichts im Wayne County.
Am 4. März 1921 wurde Edwin Denby von US-Präsident Warren G. Harding nach dessen Sieg bei der Präsidentschaftswahl zum Marineminister (Secretary of the Navy) in dessen Kabinett ernannt. Seine Ehefrau war am 10. Dezember 1923 Taufpatin beim Stapellauf der USS Shenandoah. Das Amt des Marineministers behielt er nach Hardings Tod auch im Kabinett von dessen Nachfolger Calvin Coolidge. Als Marineminister war Denby in den Teapot-Dome-Skandals verwickelt. Er hatte die Verwaltung zweier Ölfelder in Kalifornien und Wyoming, die als Ölreserve der Navy dienen sollten, an Innenminister Albert B. Fall, abgetreten. Dieser wiederum verpachtete die Ölfelder ohne Ausschreibung gegen hohe Bestechungsgelder an Sinclair Oil und ging als erstes Kabinettsmitglied in die US-Geschichte ein, das für während seiner Amtszeit begangene Verbrechen (in diesem Fall Bestechung) tatsächlich eine Gefängnisstrafe absitzen musste. Ein Untersuchungsausschuss  des Senats befasste sich ab dem Herbst 1923 mit dem Skandal und forderte Präsident Coolidge Ende Januar zur Entlassung Denbys auf, was dieser jedoch ablehnte. Dennoch trat Edwin Denby am 10. März 1924 zurück. Im Nachhinein bescheinigten ihm Historiker, er sei vor allem selbst von Fall getäuscht worden und habe nicht versucht sich persönlich zu bereichern. Dennoch wird er zur Ohio Gang dazugezählt.
Denby selbst war anschließend bis zu seinem Tod wieder als Rechtsanwalt sowie für einige Unternehmen tätig.